# Sathorn Unique Tower
Der Sathorn Unique Tower, inzwischen vor allem als Ghost Tower bekannt, ist eine Wolkenkratzer-Bauruine in Bangkok, Thailand.

## Gebäude

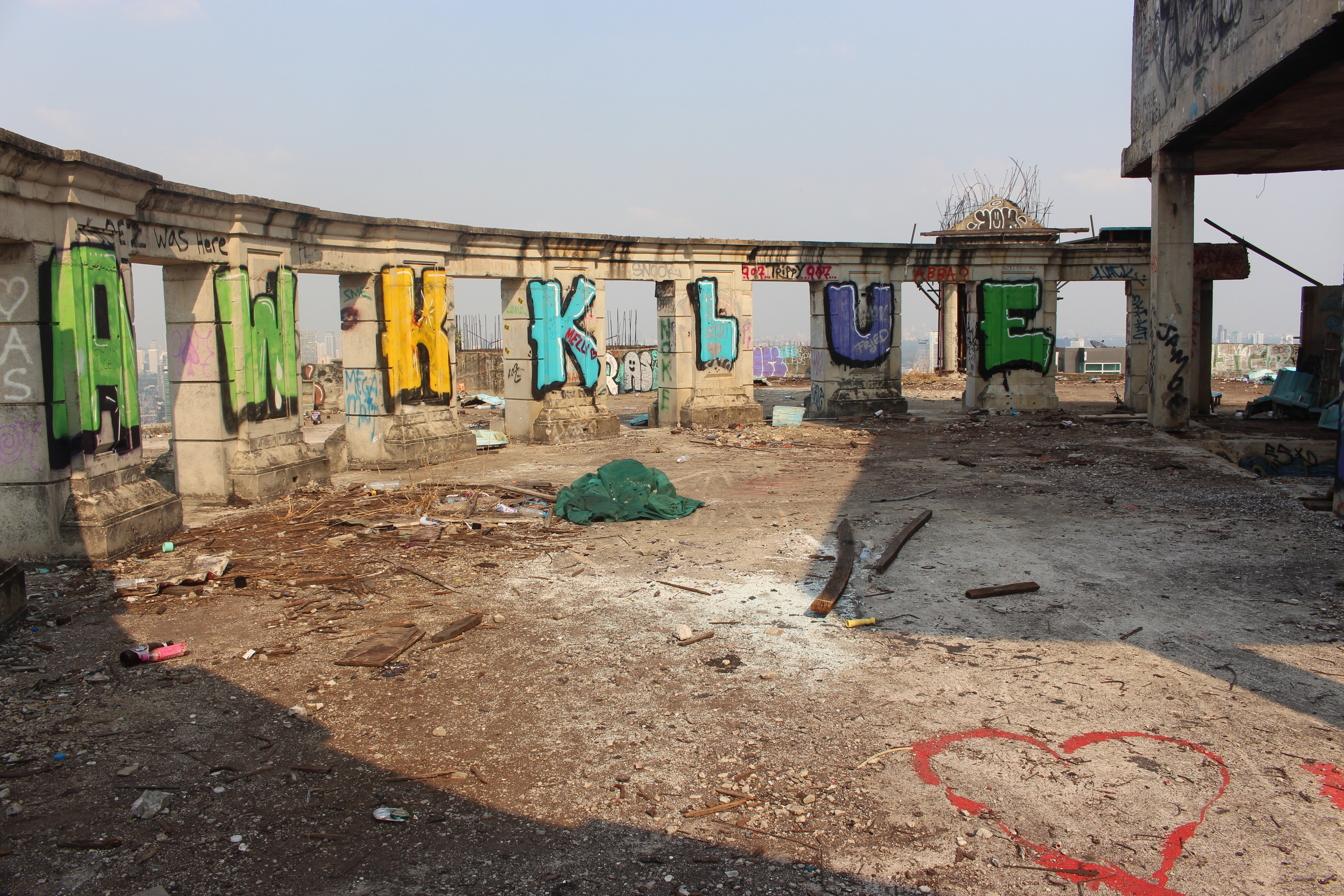
Graffiti auf dem Gebäude

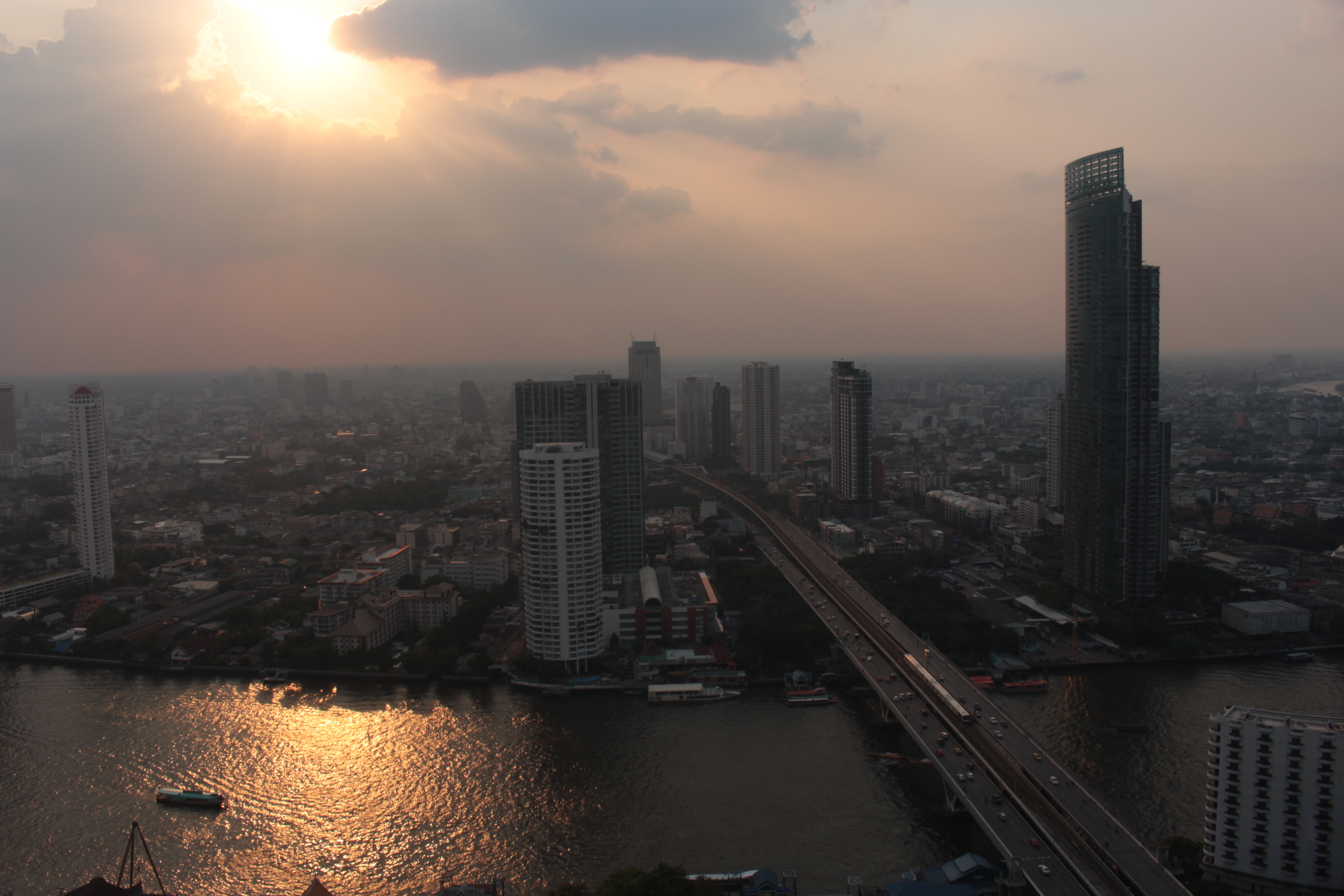
Ausblick von oben bei Sonnenuntergang

Im Zuge des wirtschaftlichen Aufschwungs in Thailand wurde 1990 der Bau des Hochhauses begonnen. Federführend dabei war der Architekt und Immobilienentwickler Rangsan Torsuwan, der zeitgleich auch das Schwesterhochhaus State Tower erbauen ließ. Der Wolkenkratzer sollte vor allem Wohn- und Büroeinheiten beherbergen. Aufgrund der Asienkrise und mehrerer Gerichtsverfahren wurde der Bau 1997 gestoppt, da dem Bauherren die Geldmittel ausgegangen waren. Alle 49 Stockwerke wurden bis dahin im Rohbau fertiggestellt. Das Gebäude ist mit einer Höhe von etwa 185 m eines der höchsten nicht-fertiggestellten Gebäude der Welt.
Das Gebäude befindet sich 200 m von der Bangkok-Skytrain-Station Taksin entfernt.

## Besichtigung

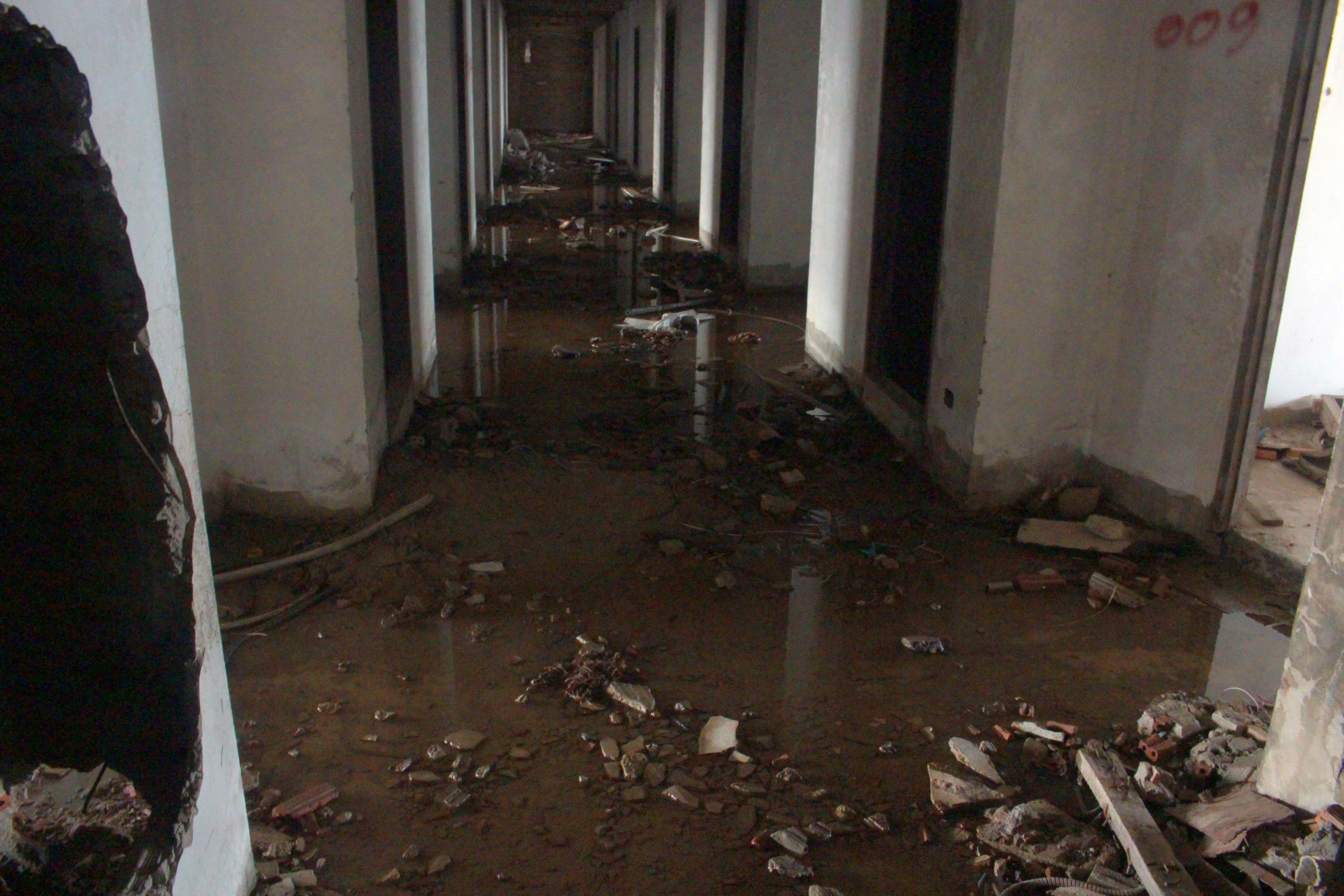
Im Inneren des Gebäudes

Unter dem Namen Ghost Tower erlangte das Gebäude große Beliebtheit unter Rucksacktouristen und Urban Explorers. Als inoffizielle Sehenswürdigkeit ließ es sich auf eigene Gefahr besichtigen, gegen etwas Geld wurde man in das Treppenhaus gelassen. Aufgrund fehlender Sicherungen ist jedoch die Absturzgefahr groß. Im Jahr 2014 erhängte sich ein schwedischer Besucher innerhalb des Gebäudes, worauf sich eine Diskussion über die Sicherheit des Gebäudes entfachte. Inzwischen ist es jedoch verschlossen und nicht mehr besteigbar, was von einem Sicherheitsbeamten kontrolliert wird.